# Nu.Clear
Nu.Clear (estilizado como NU.CLEAR) es el cuarto EP del grupo surcoreano de chicas CLC. El álbum fue lanzado físicamente y digitalmente el 30 de mayo de 2016 por Cube Entertainment, pero las ventas de las copias físicas del álbum fueron atrasadas al 3 de junio de 2016 para hacer unos arreglos en la canción. El álbum contiene seis pistas, Yeeun participó en tres de las canciones para el rap.
El nombre «Nu.Clear» representa las palabras «New» y «Clear» (que se toma del nombre de CLC, CrystaL Clear). Significa la transformación musical de CLC como un grupo completo de siete miembros, con la exconcursante Kwon Eunbin, finalmente uniéndolas con las promociones.

## Antecedentes y lanzamiento
El 23 de mayo, Cube Entertainment comenzó a publicar fotos teaser e individuales para el cuarto miniálbum de CLC Nu.Clear que debía estrenarse el 30 de mayo. De las imágenes publicadas, CLC mostró un concepto único con el uso de colores de neón de lujo, resaltando la imagen de «sly-dol». El 26 de mayo, CLC subió videos de las miembros de I.O.I y Jeon Soyeon (que también eran exconcursante de Produce 101), mostrando su apoyo al regreso del CLC y el debut oficial de Kwon Eunbin.
Un vídeo musical para «No Oh Oh» fue puesto en libertad el 30 de mayo. El vídeo musical enfatiza los colores vivos, así como las imágenes de los miembros que muestran una imagen astuta con diversas expresiones. Las miembros también se pueden ver posando sobre fondos de colores, destacando sus caracteres de fruta. Seunghee con manzana verde, Yujin con fresa, Seungyeon con naranja, Sorn con sandía, Yeeun con tomate, Elkie con cereza y por último, Eunbin con carácter de limón.
La coreografía de «No Oh Oh» es coreografiada por Jun Hongbok y Bae Yoonjung de Yama & Hotchick. Bae Yoonjung fue mentor de baile de Kwon Eunbin en Produce 101.

## Composición
El sencillo principal del álbum, «No Oh Oh», fue producido por los compositores Shinsadong Tiger y Beom & Nang. «No Oh Oh» es una canción de baile hecho de simples códigos menores y sonidos llenos de giros con un coro de fuerte sonido adictivo. Tiene una melodía pop única mejorada por la vocalista principal, Oh Seunghee. Las letras representan la sensación de que una chica tímida se enamora.
Los temas «What Planet Are You From?» y «One, Two, Three» están en el género de la danza new jack swing. «Day by Day» tiene un ritmo cálido, que expresa la sensación tímida de una chica que se enamora. «Dear My Friend» es una canción de tiempo medio de género pop armonizada con sonidos de guitarra acústica y sintetizador, enviando mensajes cálidos y agradecidos a sus amigos. «It's Too Late» es una canción con baladas, con elementos de rock, sobre la historia de una chica que envía un mensaje a su ser querido que ya no le importa.

## Promoción
Un escaparate para el álbum fue hecho el 30 de mayo en Lotte Card Arts Center. El grupo realizó la canción «High Heels» de su álbum anterior, Refresh, y también realizó sus nuevas canciones «No Oh Oh» y «One, Two, Three». El grupo también realizó su primer espectáculo de música en el episodio 189 de Show Champion, interpretando tanto «No Oh Oh» como «One, Two, Three».
El 17 de junio, la miembro Eunbin no pudo asistir a un evento de fansign, y anunció que estaría deteniendo temporalmente las promociones con el grupo debido a problemas de salud. Ella regresó a las promociones el 22 de junio luego de su recuperació. El grupo terminó sus promociones el 8 de julio, con la última actuación en Music Bank de KBS.

## Lista de canciones
| NU.CLEAR |                                                |                                                          |                                 |                                 |          |  |
| N.º      | Título                                         | Letras                                                   | Música                          | Arreglo                         | Duración |  |
| 1.       | «What Planet Are You From?» (어느 별에서 왔니) | Son Youngjin, Jo Sungho, Jang Yeeun (rap making)         | Son Youngjin, Jo Sungho         | Son Youngjin, Jo Sungho         | 3:10     |  |
| 2.       | «No Oh Oh» (아니야)                            | Shinsadong Tiger, Beom & Nang                            | Shinsadong Tiger, Beom & Nang   | Shinsadong Tiger                | 3:43     |  |
| 3.       | «One, Two, Three» (하나, 둘, 셋)               | Seo EBum, Lee Sangchul, BPM                              | Seo EBum, Lee Sangchul, BPM     | Seo EBum, Lee Sangchul, BPM     | 3:36     |  |
| 4.       | «Day By Day»                                   | Big Sancho, Son Youngjin, Ferdy, Jang Yeeun (rap making) | Big Sancho, Son Youngjin, Ferdy | Big Sancho, Son Youngjin, Ferdy | 3:50     |  |
| 5.       | «Dear My Friend»                               | Jo Sungho, Ferdy                                         | Jo Sungho, Ferdy                | Jo Sungho, Ferdy                | 3:26     |  |
| 6.       | «It's Too Late» (진작에)                       | Ferdy, Jang Yeeun (rap making)                           | Ferdy                           | Ferdy                           | 3:32     |  |

## Historial de lanzamientos
| País          | Fecha              | Formato          | Distribuidora                    |
| ------------- | ------------------ | ---------------- | -------------------------------- |
| Todo el mundo | 30 de mayo de 2016 | Descarga digital | Cube Entertainment, CJ E&M Music |
| Corea del Sur | 30 de mayo de 2016 | Descarga digital | Cube Entertainment, CJ E&M Music |
| Corea del Sur | 3 de junio de 2016 | CD               | Cube Entertainment, CJ E&M Music |